# Sesarma boulengeri
Sesarma boulengeri is een krabbensoort uit de familie van de Sesarmidae. De wetenschappelijke naam van de soort is voor het eerst geldig gepubliceerd in 1920 door Calman.